# شکارچیان اژدها (فیلم)
شکارچیان اژدها (به فرانسوی: Chasseurs de dragons) یک فیلم پویانمایی رایانه‌ای در سبک فانتزی است که در سال ۲۰۰۸ منتشر شد.